# Ludolf Christian Treviranus

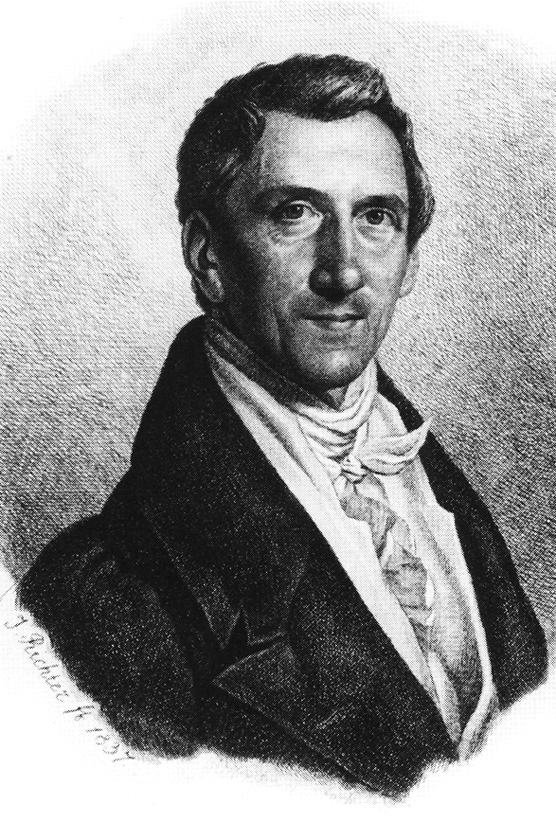
Ludolf Christian Treviranus im Jahr 1837

Ludolf Christian Treviranus, auch Ludolph (* 18. September 1779 in Bremen; † 6. Mai 1864 in Bonn) war ein deutscher Botaniker und Hochschullehrer. Sein botanisches Autorenkürzel lautet „Trevir.“

## Leben und Wirken
Ludolf Christian Treviranus begann 1789 das Studium der Medizin an der Universität Jena, wo er unter anderem auch Botanik bei August Batsch sowie Philosophie bei Friedrich Schelling und Johann Gottlieb Fichte studierte. 1801 wurde er zum Dr. med. promoviert und arbeitete anschließend als Arzt und ab 1807 als Dritter Professor am Lyceum in Bremen.
1812 wurde er zum Ordinarius für Naturgeschichte und Botanik an die Universität Rostock berufen, wo er auch die Direktion des Botanischen Gartens übertragen bekam. Ab 1816 wirkte er als ordentlicher Professor für Botanik an der neuen Schlesischen Friedrich-Wilhelms-Universität Breslau als Nachfolger von Heinrich Friedrich Link. 1827/28 war er Rektor.
1830 wechselte er an die Rheinische Friedrich-Wilhelms-Universität Bonn und wurde dort Nachfolger des Botanikers und Naturphilosophen Christian Gottfried Daniel Nees von Esenbeck, während Nees Treviranus’ Stelle in Breslau erhielt. In Bonn leitete Treviranus mit Theodor Friedrich Ludwig Nees von Esenbeck, dem Bruder des „Tauschpartners“, auch den Botanischen Garten Bonn.
In seiner frühen Forschungsphase beschäftigte sich Treviranus vor allem mit Pflanzenphysiologie und Pflanzenanatomie, später mehr mit der Taxonomie. Er entdeckte die Interzellularräume und den Bau der Epidermis und betonte bei seinen Forschungen vor allem auch entwicklungsgeschichtliche Aspekte.
Auch über die Sexualität der Pflanzen lieferte er mehrere Untersuchungen, wobei er sich gegen die naturphilosophisch geprägten Ansichten von Franz Joseph Schelver und August Wilhelm Eduard Theodor Henschel aussprach. Seine Ansichten waren Grundlage für spätere Erkenntnisse, etwa denen von Hugo von Mohl.
Bedeutend sind seine pflanzenanatomischen Arbeiten, wie über den Bau des Holzes und die Entstehung der Gefäße.
Ludolph Christian Treviranus war ein Bruder des Arztes und Naturforschers Gottfried Reinhold Treviranus (1776–1837) und des Mechanikers Ludwig Georg Treviranus (1790–1869).

## Ehrungen
1820 wurde er zum Mitglied der Deutschen Akademie der Naturforscher Leopoldina gewählt. Seit 1834 war er korrespondierendes Mitglied der Preußischen, seit 1835 der Académie des sciences und seit 1849 auswärtiges Mitglied der Bayerischen Akademie der Wissenschaften. 1839 wurde er Ehrenmitglied im Botanischen Verein am Mittel- und Niederrhein.
Ihm zu Ehren wurde die Gattung Trevirana Willd. aus der Pflanzenfamilie der Gesneriengewächse (Gesneriaceae) benannt.

## Schriften
- Vom inwendigen Bau der Gewächse. Dieterich, Göttingen 1806. (Digitalisat)
- Beyträge zur Pflanzenphysiologie. Dieterich, Göttingen 1811. (Digitalisat)
- Von der Entwicklung des Embryo und seiner Umhüllungen im Pflanzen-Ey. Realschulbuchhandlung, Berlin 1815. (Digitalisat)
- Physiologie der Gewächse. 2 Bände. Marcus, Bonn 1835–38. (Digitalisat Band 1), (Band 2,1)
- De Delphinio et Aquilegia observationes. Breslau 1817[5]. (Digitalisat)
- Die Anwendung des Holzschnittes zur bildlichen Darstellung von Pflanzen nach Entstehung, Blüthe, Verfall, und Restauration. Weigel, Leipzig 1855[5]. (Digitalisat)